# 警視庁物語
『警視庁物語』（けいしちょうものがたり）は、1956年から1964年に公開された日本映画のシリーズ。東映東京撮影所製作。モノクロ・スタンダード・サイズ・シネマスコープ。

## 概要
警視庁捜査一課に所属する刑事たちが殺人事件を追う姿を描いたオーソドックスなサスペンス作品。
東映刑事ドラマの起点ともいわれ、1962年の第19作『第19号埋立地』のロケハン写真には、東京近郊の埋立地に隣接する貧困地区や、今日とは異なる渋谷駅周辺などが事細かに記録されており、ドキュメンタリー・タッチといわれる東映東京撮影所の伝統が垣間見えると評される。
作風や登場する刑事のキャスティングはテレビドラマ『特別機動捜査隊』のベースともなった。
完結後に全作を1時間に再編集した連続テレビ映画として1967年1月8日から同年4月23日まで放映され、同年4月30日よりスタートしたオリジナルテレビ映画『刑事さん』に引き継がれている。

## 制作経緯
岡田茂元東映社長は『映画ジャーナル』1963年1月号の城戸四郎松竹社長との対談で「ウチに斉藤安代という地味なプロデューサーがいて、『警視庁物語』を生み出しました。誰が『警視庁物語』を撮っているかというと、もう監督でも俳優でもなくって斉藤がやってる感じなんですね、刑事ものだと斉藤だというぐらいになっているんですが…」などと述べている。
当時の東映興業部長は、特別高等警察出身の中川成夫であった。

## 警視庁物語 逃亡五分前
1956年公開。
スタッフ
- 脚本：長谷川公之
- 監督：小澤茂弘
- 企画：坪井興、齋藤安代
- 撮影：星島一郎
- 美術：藤田博
- 音楽：山田榮一
- 録音：加瀬壽士、廣上庄三
- 照明：森澤淑明
- 編集：祖田冨美夫
- 記録：池田徳子
- 監督補佐：島津昇一
- 装置：奈良場作治
- メーキャップ：高木茂、京空幸子
- スチール：永嶋親次
- 進行担当：大木福榮

キャスト
| - 堀雄二 （長田刑事） - 南原伸二 （宮川刑事） - 松本克平 （捜査第一課長） - 神田隆 （捜査主任） - 山本麟一 （金子刑事） - 花澤徳衛 （林刑事） - 関山耕司 （吉岡刑事） - 伊藤久哉 （小磯） - 星美智子 （つや） - 潮健児 （御籤占いの男） - 須藤健 （鑑識課長） - 北峰有二 （鑑識課員・下田） | - 久保一 （鑑識課員・千葉） - 岩上瑛 （指紋係員） - 南川直 （法医技師） - 片山滉 （銃器技師） - 富田仲次郎 （黒岩千造） - 滝島耕二 （チンピラ） - 日野明子 （夏子） - 滝謙太郎 （須貝係長） - 和田道子 （水原由美） - 小宮光江 （柳田久子） - ファーリイ・ジェイムズ （ジョン・ヒルマン） |

## 警視庁物語 魔の最終列車
1956年公開。
スタッフ
- 脚本：長谷川公之
- 監督：小沢茂弘
- 企画：坪井与、斎藤安代
- 撮影：星島一郎
- 美術：藤田博
- 音楽：山田栄一
- 録音：加瀬寿士、広上庄三
- 照明：森沢淑明

キャスト
| - 堀雄二 （長田刑事） - 松本克平 （捜査第一課長） - 神田隆 （捜査主任） - 南原伸二 （宮川刑事） - 山本麟一 （金子刑事） - 花沢徳衛 （林刑事） - 関山耕司 （吉岡刑事） - 浦里はるみ （蘭子） - 須藤健 （鑑識課長） - 片山滉 （銃器技師） - 南川直 （法医技師） - 北峰有二 （鑑識課員・下田） - 久保一 （鑑識課員・千葉） - 牧野狂介 （鉄道公安官） - 賀川晴男 （警官・小川） - 浅見正 （警官・島田） | - 山形勲 （森田） - 萩原満 （柏木） - 朝比奈浩 （木村） - 岡野耕作 （郵便車乗務員・佐藤） - 山崎耕二 （郵便車乗務員・池田） - 岩城力 （郵便車乗務員・桜井） - 杉義一 （長谷川記者） - 坂井勝利 （記者A） - 曽根秀介 （自動車会社技師長） - 常盤耕司 （農夫） - 近衛秀子 （農夫の妻） - 千石規子 （木村の母） - 三笠博子 （淳子） - 佐山二三子 （八番街の女給） - 牧孝子 （夜の女） - 深沢晴美 （花売娘） |

## 警視庁物語 追跡七十三時間
1956年公開。
スタッフ
- 脚本：長谷川公之
- 監督：関川秀雄
- 企画：斎藤安代
- 撮影：福島宏
- 美術：田辺達
- 音楽：小川寛興
- 録音：広上庄三
- 照明：城田昌貞

キャスト
| - 永田靖 （捜査第一課長） - 神田隆 （捜査主任） - 堀雄二 （長田部長刑事） - 南原伸二 （宮川刑事） - 須藤健 （林刑事） - 山本麟一 （金子刑事） - 片山滉 （銃器技師） - 岩上瑛 （パトカーの警官） - 関山耕司 （死体遺棄現場の刑事） - 滝謙太郎 （自動車遺棄現場の警官） - 北峰有二 （指紋係員） - 沢彰謙 （山田刑事） - 久保比左志 （看守） - 加藤嘉 （坂田五郎） | - 今井俊二 （弟分の若い男） - 花沢徳衛 （もぐりの医者） - 佐原広二 （小森留吉） - 星美智子 （小森の内妻アヤ子） - 大東良 （源さん） - 稲植徳子 （女給） - 瀬川純 （泣き売のサクラの男） - 泉三平 （泣き売の少年） - 田川恒於 （ガソリンスタンド事務員） - 菅沼正 （配車係） - 牧野狂介 （病院の医師） - 不忍郷子 （旅館のおかみ） - 谷本小夜子 （旅館の女中） - 藤里まゆみ （ドヤ街の女） |

## 警視庁物語 白昼魔
1957年公開。
スタッフ
- 脚本：長谷川公之
- 監督：関川秀雄
- 企画：斎藤安代
- 撮影：福島宏
- 美術：田辺達
- 音楽：小川寛興
- 録音：広上庄三
- 照明：城田昌貞

キャスト
| - 永田靖 （捜査第一課長） - 堀雄二 （長田部長刑事） - 神田隆 （捜査主任） - 山本麟一 （金子刑事） - 須藤健 （林刑事） - 南原伸二 （宮川刑事） - 片山滉 （銃器技師） - 小塚十紀雄 （法医技師） - 生信賢三 （盗難現場の刑事） - 西家正晃 （盗難現場の警官） - 久保一 （大阪府警池本刑事） - 轟謙二 （大阪府警パトカーの警官） - 木村功 （鉄村八郎） - 潮健児 （運び屋・中川） - 杉義一 （吉岡） - 日尾孝司 （男B） | - 小野保 （男C） - 月丘千秋 （洋装店「ミラチ」のマダム） - 北川功 （タクシー運転手） - 高田博 （大林商会支配人） - 石井都志子 （大林商会女店員） - 戸田春子 （今川焼屋のおかみ） - 深山良枝 （今川焼屋おかみの娘） - 芥川笑子 （ウェイトレス） - 山本いさむ （コックの進ちゃん） - 高橋京子 （トルコ娘） - 小宮光江 （トルコ娘・花ちゃん） - 南川直 （現像所の係官） - ハロルド・ブランベック （外国人紳士） - 佐山二三子 （外国人紳士と婚約の女性） - 近衛秀子 （朝刊売りの婆さん） |

## 警視庁物語 上野発五時三五分
1957年公開。
スタッフ
- 脚本：長谷川公之
- 監督：村山新治
- 企画：斎藤安代
- 撮影：佐藤三郎
- 美術：藤田博
- 音楽：小川寛興
- 録音：大谷政信
- 照明：城田昌貞
- 編集：祖田富美夫

キャスト
| - 堀雄二 （長田部長刑事） - 神田隆 （捜査主任） - 松本克平 （捜査第一課長） - 山本麟一 （金子刑事） - 花沢徳衛 （林刑事） - 波島進 （山村刑事） - 佐原広二 （田中刑事） - 小塚十紀雄 （法医技師） - 片山滉 （銃器技師） - 南川直 （化学技師） - 岩上瑛 （交番警官） - 北峰雄二 （指紋係員） - 多々良純 （久保田敬三） - 小林寛 （池本雄一） - 三笠博子 （池本の恋人・康子） - 浦里はるみ （久保田の情婦・由利） - 大筆兵部 （オートレース観客A） - 沖野一夫 （オートレース観客B） - 滝謙太郎 （オートレース観客C） - 不忍郷子 （オートレース観客Cの妻） - 戸田春子 （おたふくのおかみ） - 牧幸子 （おたふくの女） - 谷崎純子 （「インデアン」女店員） - 小杉義隆 （東都タクシー事務員） - 滝島孝二 （ガンちゃん） | - 常盤耕司 （キャデラックの運転士） - 斎藤紫香 （オートレース事務長） - 富川千恵子 （中村） - 山本緑 （払戻嬢） - 浜田格 （払戻主任） - 杉義一 （ダフ屋） - 岡部正純 （亀さん） - 大東良 （カメラマニアA） - 広田新二郎 （カメラマニアB） - 岩城力 （カメラマニアC） - 高橋京子 （ヌードスタジオ事務員） - 森精二 （子供A） - 小林勝 （子供B） - 近衛秀子 （雄一の母） - 北川巧 （常さん） - 谷本小夜子 （蛸一の娘） - 小松春枝 （煙草屋の老婆） - 吉川英蘭 （為さん） - 須藤健 （屋台のおやじ） - 藤井貢 （客の男） - 潮健児 （若者A） - 清村耕次 （若者B） - 頼川純 （若者C） - 宮田悦子 （ウェイトレス） - 佐山二三子 （レジ係） |

## 警視庁物語 夜の野獣
1957年公開。
スタッフ
- 脚本：長谷川公之
- 監督：小沢茂弘
- 企画：斎藤安代
- 撮影：福島宏
- 美術：北川弘
- 音楽：山田栄一
- 録音：岩田広一
- 照明：森沢淑明
- 編集：祖田富美夫

キャスト
| - 松本克平 （捜査第一課長） - 神田隆 （主任警部） - 堀雄二 （長田部長刑事） - 波島進 （山村刑事） - 花沢徳衛 （林刑事） - 山本麟一 （金子刑事） - 外野村晋 （早津刑事） - 石島房太郎 （渡辺刑事） - 片山滉 （第二現場の医師） - 菅沼正 （刑事A） - 滝謙太郎 （刑事B） - 加藤嘉 （捜査第三課・野本部長刑事） - 山本緑 （ビジネスガール風婦人警官） - 生信賢三 （所轄署警官） - 岩上瑛 （警察病院に入院中の警官） - 萩原満 （交通係巡査） - 関山耕司 （吸取役の男） - 小宮光江 （細野雪江） - 中村是好 （横田小吉） - 潮健児 （集団スリA） - 瀬川純 （集団スリB） | - 日尾孝司 （集団スリC） - 霞凉二 （集団スリD） - 高田博 （集団スリE） - 豊野弥八郎 （集団スリF） - 織本順吉 （逃した集団スリ） - 千石規子 （女スリ 横田小吉の娘） - 稲葉義男 （男スリ） - 小島洋々 （紳士風のスリ） - 大村文武 （差しれに来たチンピラ） - 牧野狂介 （山田栄三） - 風見章子 （山田栄三の妻） - 南川直 （大田毛織社員A） - 増田順二 （大田毛織社員B） - 高原秀麿 （大田毛織社員C） - 真藤孝行 （犬を連れてた子供） - 東野英治郎 （時計屋の主人） - 須藤健 （秋葉修造） - 浜田百合子 （妻の広子） - 田口耕平 （木村秀三） - 軽部昭二 （男娼） - 大東良 （運転手A） | - 最上遊馬 （運転手B） - 清村耕次 （運転手C） - 富田仲次郎 （運転手D） - 皆川一郎 （運転手E） - 朝比奈浩 （タクシー会社事務員） - 岩城力 （運転手A） - 岡部正純 （運転手B） - 中山暁夫 （運転手C） - 滝島孝二 （運転手D） - 長島隆一 （ルノーの運転手・阿部三郎） - 吉川英蘭 （アパートの管理人） - 奈良あけみ （踊子） - 阿部九洲男 （コールガールクラブの会長山科） - 三戸部スエ （山梨の手先） - 宮田悦子 （女給仕） - 美鈴れい子 （交換嬢） - 広神昇一 （トヨペットの運転手） - 北峰有二 （中華そば屋の若い店員） - 近衛秀子 （煙草屋の婆さん） - 久保一 （捜査本部の警官） - 小塚十紀雄 （紳士風の被害者） - 志摩栄 （商人風の被害者） |

## 警視庁物語 七人の追跡者
1958年公開。
スタッフ
- 脚本：長谷川公之
- 監督：村山新治
- 企画：斎藤安代
- 撮影：佐藤三郎
- 美術：藤田博
- 音楽：三木稔
- 録音：大谷政信
- 照明：城田昌貞
- 編集：祖田富美夫

キャスト
| - 堀雄二 （長田部長刑事） - 松本克平 （捜査第一課長） - 神田隆 （捜査主任） - 山本麟一 （金子刑事） - 花沢徳衛 （林刑事） - 大村文武 （太田刑事） - 佐原広二 （高津刑事） - 石島房太郎 （渡辺刑事） - 片山滉 （法医技師） - 江島譲 （駐在所の巡査） - 小宮光江 （立川弘子） - 高木二朗 （松原） - 小沢栄太郎 （黒木経理課長） - 芳川京子 （千田文枝） - 山本緑 （女事務員） | - 不忍郷子 （アパートの奥さん） - 斎藤紫香 （銀行支店長） - 佐山二三子 （女子行員） - 春丘典子 （食堂の女子店員） - 谷本小夜子 （食堂の女子店員） - 菅井きん （食堂のおかみさん） - 相馬剛三 （ガソリンスタンド社員） - 沖野一夫 （公益質屋係員） - 鈴木朝子 （喫茶ガール、黒木の常連店） - 三谷容子 （貴金属商の女店員） - 加藤嘉 （貴金属商のマスター） - 浦里はるみ （バーのマダム） - 英百合子 （弘子の母） - 増田順二 （ブローカーの谷口） - 鶴間エリ（千田文枝の娘） |

## 警視庁物語 魔の伝言板
1958年公開。
スタッフ
- 脚本：長谷川公之
- 監督：村山新治
- 企画：斎藤安代
- 撮影：佐藤三郎
- 美術：藤田博
- 音楽：三木稔
- 録音：大谷政信
- 照明：城田昌貞
- 編集：祖田富美夫

キャスト
| - 堀雄二 （長田部長刑事） - 神田隆 （捜査主任） - 山本麟一 （金子刑事） - 花沢徳衛 （林刑事） - 大村文武 （太田刑事） - 佐原広二 （高津刑事） - 石島房太郎 （渡辺刑事） - 須藤健 （赤羽署捜査係） - 多麻井敏 （パトカー乗務員A） - 河童六十四 （パトカー乗務員B） - 南川直 （指令室係員） - 岡野耕作 （警官A） - 岩上瑛 （警官B） - 小島謙太郎 （警官C） - 三井弘次 （大沼三之助） - 織本順吉 （小川勝次） | - 外野村晋 （北野明） - 小林寛 （高岡進） - 田中春男 （横瀬八郎） - 滝島孝二 （被害者の運転手） - 久保一 （被害者） - 白河青峯 （タクシー会社所長） - 志摩栄 （配車係） - 滝謙太郎 （木村竹三） - 杉義一 （クラブ支配人） - 奈良あけみ （サリイ町田） - 光岡早苗 （横瀬の情婦） - 大野広高 （事務員A） - 佐渡谷きぬ子 （事務員B） - 柳生尚美 （少女） - 荒船行一 （バタ屋） - 日置三郎 （進行係） |

## 警視庁物語 顔のない女
1959年公開。
スタッフ
- 脚本：長谷川公之
- 監督：村山新治
- 企画：斎藤安代
- 撮影：高梨昇
- 美術：北川弘
- 音楽：冨田勲
- 録音：広上庄三
- 照明：森沢淑明
- 編集：長沢嘉樹

キャスト
| - 松本克平 （捜査課長） - 神田隆 （捜査主任） - 堀雄二 （長田部長刑事） - 南廣 （山村刑事） - 花沢徳衛 （林刑事） - 山本麟一 （金子刑事） - 須藤健 （渡辺刑事） - 佐原広二 （高津刑事） - 片山滉 （法医技師） - 岩上瑛 （水上艇の係員） - 潮健児 （米倉仙三） - 久保一 （印半纏の男） - 小林寛 （写真売りの若い男） - 今井俊二 （成田） - 杉義一 （吉岡） - 谷本小夜子 （吉岡の妻・よし子） - 星美智子 （キミ子） - 佐久間良子 （令子） - 松本幸治 （令子の婚約者） | - 沢村貞子 （香村の妻） - 浦里はるみ （ヒサ子） - 川崎羚子 （久美子） - 小宮光江 （サリイ） - 戸田春子 （サリイの母） - 高橋とよ （アリス化粧品販売部長） - 成瀬昌彦 （アリス化粧品セールスマン） - 浜田格 （解剖医） - 加藤嘉 （歯科医） - 広田新二郎 （釣人） - 皆川一郎 （漁師風の男） - 菅井きん （アパートのおかみさん） - 白河青峰 （院長風の男） - 豊野弥八郎 （小間物問屋の店員） - 関山耕司 （バス内の男） - 山本緑 （整形病院の看護婦） - 滝謙太郎 （ストリップ劇場の支配人） - クリスタル・シスターズ （クラブの歌手・本人） - 浜田寅彦 （ストリップ劇場演出家） |

## 警視庁物語 一〇八号車
1959年公開。映画のクレジットでは、タイトルは「108号車」となっている。
スタッフ
- 脚本：長谷川公之
- 監督：村山新治、若林栄二郎
- 企画：斎藤安代
- 撮影：佐藤三郎
- 美術：北川弘
- 音楽：冨田勲
- 録音：広上庄三
- 照明：吉田一一
- 編集：祖田富美夫

キャスト
| - 松本克平 （捜査第一課長） - 神田隆 （捜査主任） - 堀雄二 （長田部長刑事） - 南廣 （山村刑事） - 花沢徳衛 （林刑事） - 山本麟一 （金子刑事） - 須藤健 （渡辺刑事） - 佐原広二 （高津刑事） - 関山耕司 （金原巡査部長） - 相馬剛三 （石川巡査） - 北峰有二 （鑑識課員） - 高田博 （木谷三造） - 曽根晴美 （久我恵太） | - 清水一郎 （金山五郎） - 石島房太郎 （サガミ電機店主） - 日置三郎 （サガミ電機店員） - 東野英治郎 （フジイガレージ主人） - 滝謙太郎 （運転試験場の係員） - 杉義一 （中古車展示会係員） - 岡野耕作 （ある警察署の刑事） - 植松鉄男 （出前の店員） - 浜田寅彦（若い夫） - 清村耕次 （新聞記者A） - 梅津栄 （新聞記者B） - 大木史朗 （新聞記者C） |

## 警視庁物語 遺留品なし
1959年公開。
スタッフ
- 脚本：長谷川公之
- 監督：村山新治
- 企画：斎藤安代
- 撮影：佐藤三郎
- 美術：北川弘
- 音楽：冨田勲
- 録音：広上庄三
- 照明：吉田一一
- 編集：祖田富美夫

キャスト
| - 堀雄二 （長田部長刑事） - 松本克平 （捜査第一課長） - 神田隆 （捜査主任） - 花沢徳衛 （林刑事） - 南廣 （山村刑事） - 山本麟一 （金子刑事） - 須藤健 （渡辺刑事） - 佐原広二 （高津刑事） - 片山滉 （指紋係員） - 北峰有二 （鑑識係員） - 藤里まゆみ （事件の第一発見者、1号室の母親） - 長谷部健 （池原清） | - 東恵美子 （被害者の親しかった同僚、岡山光江） - 木村功 （太陽建設社員、須貝七郎） - 成瀬昌彦 （丸宏証券会社員、小柳） - 岩城力（結婚相談所”聖心クラブ”主宰者） - 八代万智子 （エレベーターガール、篠原セツ子） - 星美智子 （3号室の女主人） - 殿山泰司 （のぞみ社のおやじ） - 谷本小夜子 （おしゃべりな被害者の同僚、井口花子） - 友野博司 （6号室の大学生） - 杉山徳子 （パロマの女） - 月村圭子 （パロマのレジ係） - 杉丘のり子 （坂井久子） - 八名信夫（タクシー客、ダンスレッスン受講者） |

## 警視庁物語 深夜便一三〇列車
1960年公開。映画のクレジットでは、タイトルは「深夜便130列車」となっている。
スタッフ
- 脚本：長谷川公之
- 監督：飯塚増一
- 企画：斎藤安代
- 撮影：高梨昇
- 美術：中村修一郎
- 音楽：小川寛興
- 録音：大谷政信
- 照明：森沢淑明
- 編集：祖田富美夫

キャスト
| - 松村達雄 （捜査第一課長） - 神田隆 （捜査主任） - 堀雄二 （長田部長刑事） - 中山昭二 （山形刑事） - 花沢徳衛 （林刑事） - 山本麟一 （金子刑事） - 須藤健 （渡辺刑事） - 佐原広二 （高津刑事） - 加藤嘉 （大阪府警・準捜査本部の捜査主任） - 山茶花究 （大阪府警・準捜査本部の市川部長刑事） - 久保一 （大阪府警・準捜査本部の寺田刑事） - 今井俊二 （大阪府警・準捜査本部の水木刑事） - 滝沢昭 （大阪府警・準捜査本部の刑事A） - 高原秀麿 （大阪府警・準捜査本部の刑事B） - 石島房太郎 （愛知県の干拓地を案内する刑事） - 片山滉 （法医技師） - 小嶋一郎 （吉村春夫） - 小宮光江 （レビューガールの花山あや子） - 織本順吉 （隅田川貨物駅員の石川） | - 大村文武 （そば屋店員の岡崎） - 河野秋武 （軽三輪の運送屋の深尾） - 八代万智子 （教師の吉岡） - 川崎玲子 （下着専門店店員） - 藤里まゆみ （コンタクトレンズ眼鏡店の女医） - 谷本小夜子 （パン工場の工員） - 利根はる恵 （旅役者の姉の中年のおかみ） - 清村耕次 （軽貨タクシー運転手） - 桜井基男 （茶臼山の少年） - 菅井きん （松美荘のおかみ） - 稲植徳子 （間貸し宅の主婦） - 住田知仁 （長田部長刑事の息子） - 不忍郷子 （下宿のおかみさん） - 浦野みどり （レビューガール） - 長谷部健 （犯人と間違われる男） - 萩原正勝 （公安官A） - 滝謙太郎 （公安官B） - 稲葉義男 （公安官C） - 藤倉修一 （ナレーター） |

## 警視庁物語 血液型の秘密
1960年公開。
スタッフ
- 脚本：長谷川公之
- 監督：飯塚増一
- 企画：斎藤安代
- 撮影：三村明
- 美術：北川弘
- 音楽：小川寛興
- 録音：内田陽造
- 照明：銀屋謙蔵
- 編集：祖田富美夫

キャスト
| - 堀雄二 （長田部長刑事） - 松本克平 （捜査第一課長） - 神田隆 （捜査主任） - 花沢徳衛 （林刑事） - 中山昭二 （山形刑事） - 山本麟一 （金子刑事） - 須藤健 （渡辺刑事） - 佐原広二 （高津刑事） - 片山滉 （法医技師） - 小嶋一郎 （カメラマン） - 南川直 （新聞記者） - 多摩井敏 （警察犬係員） - 打越正八 （酒屋の主人） - 小甲登志恵 （主婦） - 大東良 （魚屋の主人） - 八百原寿子 （妊婦） - 佐藤淑子 （看護婦） - 松村達雄 （医師） | - 曽根秀介 （ひかり荘管理人） - 沢村貞子 （ひかり荘の隣のおかみ） - 谷本小夜子 （東郊不動産女子事務員） - 織田政雄 （安子の父） - 利根はる恵 （安子の義母） - 星美智子 （「浮世」の松江） - 小林裕子 （旅行案内所女子所員） - 大木史朗 （共稼ぎの夫） - 三瀬滋子 （共稼ぎの妻） - 山東昭子 （民謡酒場の光子） - こまどり姉妹 （民謡歌手） - 植田貞光 （私服警官） - 岡野耕作 （パトロール中の警官） - 三戸部スエ （旅館の女中） - 今井俊二 （吉本信彦） - 東野英治郎 （野崎） - 田中恵美子 （安子） |

## 警視庁物語 聞き込み
1960年公開。
スタッフ
- 脚本：長谷川公之
- 監督：飯塚増一
- 企画：斎藤安代
- 撮影：三村明
- 美術：北川弘
- 音楽：小川寛興
- 録音：内田陽造
- 照明：銀屋謙蔵
- 編集：祖田富美夫

キャスト
| - 堀雄二 （長田部長刑事） - 神田隆 （捜査主任） - 山本麟一 （金子刑事） - 花沢徳衛 （林刑事） - 須藤健 （渡辺刑事） - 中山昭二 （山形刑事） - 佐原広二 （高津刑事） - 五月藤江 （松木うめ・平作の姉） - 沖野一夫 （石川平作） - 藤山竜一 （クリーニング屋の主人） - 菅井きん （クリーニング屋のおかみ） - 青山定司 （鳶の男） - 山村聰 （丸山商事の社長） - 梅津栄 （丸山商事の社員・三郎） - 岡本四郎 （本田幸子が住んでいるアパートの学生） - 柳谷寛 （泉住宅社の社長） - 小金井秀春 （泉の同業者） | - 醍醐都子 （現地案内所女事務員） - 奈良あけみ （ダンサーの本田幸子） - 石島房太郎 （古道具屋の主人） - 不忍郷子 （小春のおかみ） - 牧野内とみ子 （小春の女店員） - 成瀬昌彦 （山の手不動産の寺本一平） - 光岡早苗 （民謡酒場の女中・はる江） - 山東昭子 （同・光子） - 杉義一 （梅寿司主人） - 小林テル （梅寿司のおかみ） - 植松鉄男 （梅寿司店員） - 並木和子 （信彦の恋人・邦子） - 八代万智子 （信彦の恋人・道子） - 大村文武 （小野昭〈秋田清〉） - こまどり姉妹 （民謡歌手） - 今井俊二 （吉本信彦） - 関山耕司（トラ箱で騒ぐ酔っ払い） |

## 警視庁物語 不在証明
1961年公開。
スタッフ
- 脚本：長谷川公之
- 監督：島津昇一
- 企画：斎藤安代
- 撮影：仲沢半次郎
- 美術：森幹男
- 音楽：富田勲
- 録音：広上庄三
- 照明：原田政重
- 編集：長沢嘉樹

キャスト
| - 堀雄二 （長田部長刑事） - 神田隆 （捜査主任） - 千葉真一 （中川刑事） - 山本麟一 （金子刑事） - 花沢徳衛 （林刑事） - 須藤健 （渡辺刑事） - 佐原広二 （高津刑事） - 大村文武 （秋田一郎） - 英百合子 （秋田の母・つね） - 小宮光江（志村良子） - 八代万智子（町村元子） | - 中村是好 （元子の父・浩平） - 小林裕子（給仕・里江） - 小沢栄太郎 （岡本係長） - 波島進 （根岸） - 織田政雄 （梅田課長） - 戸田春子 （宝屋の女主人） - 杉義一 （宝屋の若者） - 相馬剛三 （タクシーの運転手） - 植松鉄男 （そば屋の小僧） - 小塚十紀雄 （守衛） - 谷本小夜子 （タバコ屋の女性） - 宝家キッチントリオ（舶来寄席の芸人・本人） |

## 警視庁物語 十五才の女
1961年公開。
スタッフ
- 脚本：長谷川公之
- 監督：島津昇一
- 企画：斎藤安代
- 撮影：仲沢半次郎
- 美術：森幹男
- 音楽：富田勲
- 録音：広上庄三
- 照明：原田政重
- 編集：長沢嘉樹

キャスト
| - 松本克平 （捜査第一課長） - 堀雄二 （長田部長刑事） - 神田隆 （捜査主任） - 千葉真一 （中川刑事） - 山本麟一 （金子刑事） - 花沢徳衛 （林刑事） - 須藤健 （渡辺刑事） - 佐原広二 （高津刑事） - 新井茂子 （林美代子） - 菅井きん （美代子の母・クニ） - 今井俊二 （福祉事務所職員・村上次郎） - 石島房太郎 （所轄・部長刑事） - 菅沼正 （所轄・警部補） - 岡野耕作 （所轄・刑事A） - 植田貞光 （所轄・刑事B） - 桧有子 （茶店のおかみさん） - 牧野内とみ子 （雑貨屋の娘） - 大東良 （銭湯の三助） | - 五月藤江 （茶店の婆さん） - 殿山泰司 （美代子のことをよく知る茶店の親爺） - 戸田春子 （パン屋のおかみさん） - 岡部正純 （パン屋の小僧松吉） - 関山耕司 （為さん） - 藤山竜一 （六さん） - 清村耕次 （仙吉） - 岩上瑛 （前科持ちの人夫・鮫島） - 小笠原慶子 （大衆食堂の少女） - 増田順司 （福祉事務所係長） - 島村竜子 （福祉事務所受付嬢） - 山口勇 （若井興業の社長） - 潮健児 （若井興業の若い衆・大山） - 小泉静夫 （美代子の幼馴染・木下和夫） - 光岡早苗 （村上の妻・のぶ） - 片山滉 （法医技師） - 石森武雄 （制服警官A） |

## 警視庁物語 12人の刑事
1961年公開。
スタッフ
- 脚本：長谷川公之
- 監督：村山新治
- 企画：斎藤安代
- 撮影：林七郎
- 美術：荒木友道
- 音楽：真鍋理一郎
- 録音：大谷政信
- 照明：桑名史郎
- 編集：田中修

キャスト
| - 堀雄二 （長田部長刑事） - 神田隆 （捜査主任） - 千葉真一 （中川刑事） - 花沢徳衛 （林刑事） - 山本麟一 （金子刑事） - 須藤健 （渡辺刑事） - 佐原広二 （高津刑事） - 石島房太郎 （宮城県警課長） - 大村文武 （宮城県警小川部長刑事） - 波島進 （宮城県警池本刑事） - 中山昭二 （愛知県警高山刑事） - 南廣 （愛知県警東刑事） - 菅原杜男 （ホテルのボーイ） - 最上逸馬 （遊覧船の事務員） - 田中恵美子 （遊覧船の出札嬢） - 愛川かおる （遊覧船ガイド嬢） - 相馬剛三 （くのやの若い番頭） - 桧有子 （くのやのおかみ） - 広川恵造 （本塩釜駅精算係） - 滝島孝二 （白浜駐在所・巡査） - 小甲登枝恵 （巡査の細君） - 永田靖 （南海荘の主人） - 滝千江子 （南海荘の女中） - 谷本小夜子 （南海荘の元女中・きぬ） - 小嶋一郎 （岩田電鉄工員A） - 岡部正純 （岩田電鉄工員B） - 佐藤淑子 （東京ゴム加工・女工A） - 川村裕子 （東京ゴム加工・女工B） - 竹村佳子 （東京ゴム加工・女工C） - 山崎直衛 （野球場のビール売り） - 菅井きん （篠原ウメ） | - 滝川潤 （弓子の恋人・野村芳夫） - 宮園純子 （谷口弓子） - 殿山泰司 （弓子の父・常吉） - 戸田春子 （弓子の母・クニ） - 滝謙太郎 （ラッキー・パチンコホールの主人） - 五十嵐藤江 （ラッキー・パチンコホールの女店員A） - 山崎七生 （ラッキー・パチンコホールの女店員B） - 広田早絵子 （ラッキー・パチンコホールの女店員C） - 平久美 （ラッキー・パチンコホールの女店員D） - 小林寛 （パチンコ工場の作業員・青田） - 潮健児 （クギ師の原山二郎） - 高山美代子 （原山の妹・ユカ） - 曽根晴美 （川崎一郎） - 原泉 （川崎の母・キヨ） - 曽根秀介 （運送会社社長） - 杉義一 （トラック運転手・川崎の同僚） - 中村是好 （防犯協会会員宅・主人） - 不忍郷子 （同・妻） - 小川守 （同・息子） - 佐久間良子 （川崎の恋人・カオル） - 轟謙二 （番頭） - 大木史朗 （刑事A） - 打越正八 （刑事B） - 岡野耕作 （刑事C） - 沖野一夫 （刑事D） - 久保一 （刑事E） - 関山耕司 （上野署刑事） - 都健二 （刑事G） - 萩原正勝 （巡査） - 佐藤晟也（野球場のビール売り） |

## 警視庁物語 謎の赤電話
1962年公開。
スタッフ
- 脚本：長谷川公之
- 監督：島津昇一
- 企画：斎藤安代
- 撮影：佐藤三郎
- 美術：田辺達
- 音楽：富田勲
- 録音：広上庄三
- 照明：原田政重
- 編集：祖田富美夫

キャスト
| - 神田隆 （捜査主任） - 堀雄二 （長田部長刑事） - 花沢徳衛 （林刑事） - 南廣（北川刑事） - 山本麟一 （金子刑事） - 須藤健 （渡辺刑事） - 大木史朗 （高津刑事） - 小金井秀春 （渋谷署刑事課長） - 久保一 （通信指令室係員） - 滝島孝二 （通信課員） - 最上逸馬 （警官） - 石島房太郎（ミナト印刷の社長） | - 山の内修 （パトカーの乗務員A） - 久保比左志 （パトカーの乗務員B） - 桂京子（婦警） - 亀石征一郎 （池田春夫） - 岡部正純 （イタチの松） - 杉義一 （山岡弘） - 藤里まゆみ （マダム咲枝） - 愛川かおる （妹・百合） - 伊沢一郎 （小林順之助） - 風見章子 （妻・文枝） - 水上竜子 （娘・令子） - 五十嵐藤江（ミナト印刷の事務員） - 小林裕子（喫茶「ワイキキ」の女給） |

## 警視庁物語 19号埋立地
1962年公開。
スタッフ
- 脚本：長谷川公之
- 監督：島津昇一
- 企画：斎藤安代
- 撮影：佐藤三郎
- 美術：田辺達
- 音楽：富田勲
- 録音：広上庄三
- 照明：原田政重
- 編集：祖田富美夫

キャスト
| - 神田隆 （捜査主任） - 堀雄二 （長田部長刑事） - 花沢徳衛 （林刑事） - 南廣（北川刑事） - 山本麟一 （金子刑事） - 須藤健 （渡辺刑事） - 大木史朗 （太田刑事） - 桐島好夫 （制服警官） - 田川恒夫 （通信課員） - 植田貞光 （巡査） - 竹村佳子 （婦人警官） - 片山滉 （法医技師） - 岩崎加根子 （森中初子） - 織本順吉 （森中清） - 萩原正勝 （作業員） | - 中村是好 （仏具店主） - 谷本小代子 （気のふれた女） - 菅井きん （アパートの管理人） - 波多美知 （日々教・受付の女） - 山本緑 （日々教・女本部員） - 星美智子 （水商売風の女） - 大東良 （古本屋のおやじ） - 相馬剛三 （ショバ割りの世話人） - 志摩栄 （浅草の庭主・中丸） - 戸田春子（洗濯をするおかみさん） - 杉山徳子 （洗濯をするおかみさん） - 檜有子 （母） - 沖野一夫 （アパート管理人の老人） - 五月藤江 （その老妻） - 新井茂子 （水商売風のアパートの女） - 菅沼正 （警察の相談員） |

## 警視庁物語 ウラ付け捜査
1963年公開。
スタッフ
- 脚本：長谷川公之
- 監督：佐藤肇
- 企画：斎藤安代
- 撮影：仲沢半次郎
- 美術：田辺達
- 音楽：菊池俊輔
- 録音：岸勇
- 照明：城田昌貞
- 編集：鈴木寛

キャスト
| - 堀雄二 （長田部長刑事） - 神田隆 （捜査主任） - 山本麟一 （金子刑事） - 花沢徳衛 （林刑事） - 南廣 （北川刑事） - 須藤健 （渡辺刑事） - 大木史朗 （太田刑事） - 滝沢昭 （看守） - 清見淳 （警官） - 菅沼正 （浅草署・捜査係長） - 山之内修 （刑事） - 石島房太郎 （世田谷署・赤木捜査係長） - 相馬剛三 （駐在巡査） - 滝島孝二 （制服） | - 井川比佐志 （川村正直） - 潮健児 （吉本勝吉） - 藤山竜一 （質屋金多丸・番頭） - 山本緑 （質屋かぎ屋・おかみ） - 沢村貞子 （管理人の中年女） - 木村梢 （小女） - 八代万智子 （木村もと子） - 八百原寿子 （助手） - 小林裕子 （雀荘の若い女） - 杉義一 （雀荘の若い男） - 岸輝子 （ゆきの母・さと） - 今井健二 （吉島） - 月村圭子 （吉島の妻） |

## 警視庁物語 全国縦断捜査
1963年公開。
スタッフ
- 脚本：長谷川公之
- 監督：飯塚増一
- 企画：斎藤安代 、登石雋一
- 撮影：山沢義一
- 美術：田辺達
- 音楽：河辺公一
- 録音：小松忠之
- 照明：銀屋謙蔵
- 編集：鈴木寛

キャスト
| - 松本克平 （捜査第一課長） - 神田隆 （捜査主任） - 堀雄二 （長田部長刑事） - 花沢徳衛 （林刑事） - 南廣 （北川刑事） - 山本麟一 （金子刑事） - 須藤健 （渡辺刑事） - 大木史朗 （太田刑事） - 片山滉 （法医技師） - 牧野内とみ子 （中学校の女教師） - 菅原壮男 （中学校の男教師） - 相馬剛三 （犯行の車を目撃した四十男） - 清水元 （南風原部長刑事） - 中野誠也 （運天信之） - 田中恵美子 （運天の妻） - 北山達也 （古宇利一男） - 嘉手納清美 （古宇利の妹） - 今井健二 （今帰仁明） - 川田礼子 （城間さゆり） - 岸輝子 （牧志コト） - 清見洋 （佐山久） - 谷本小夜子 （佐山の兄嫁） - 沖野一夫 （佐山の父） - 潮健児 （中井） - 八百原寿子 （酒場の女） | - 星美智子 （酒場の別の女） - 水原仗二 （大塚三郎） - 小林裕子 （ソメ子） - 岡野耕作 （青梅署の警官） - 久保一 （警官） - 久保比佐志 （医師） - 室田日出男 （宜保彰） - 曽根秀介 （タクシー会社・社員） - 岡部正純 （城間の同僚・水谷） - 不忍郷子 （結婚式場の婦人） - 河合絃司 （榊主任） - 織本順吉 （宮原部長刑事） - 八名信夫 （中北金造） - 岩崎加根子 （中北の妻・芳江） - 山本緑 （中北の実母・とめ） - 桜井悦子 （とめの娘） - 浜田寅彦 （赤間刑事） - 久地明 （運転手A） - 豊野弥八郎 （運転手B） - 田川恒夫 （記者A） - 高原秀麿 （記者B） - ピエール瀬川 （浜田三之助） - 五月藤江 （浜田の母） - 佐藤晟也 （産院で子供が産まれるのを待つ父親） - 中原ひとみ （城間の妻・光代） |

## 警視庁物語  十代の足どり
1963年公開。
スタッフ
- 脚本：長谷川公之
- 監督：佐藤肇
- 企画：斎藤安代
- 撮影：仲沢半次郎
- 美術：田辺達
- 音楽：菊池俊輔
- 録音：岸勇
- 照明：城田昌貞
- 編集：鈴木寛

キャスト
| - 神田隆 （捜査主任） - 堀雄二 （長田部長刑事） - 花沢徳衛 （林刑事） - 南廣 （北川刑事） - 山本麟一 （金子刑事） - 須藤健 （渡辺刑事） - 大木史朗 （太田刑事） - 河合絃司 （所轄の刑事） - 北峰有二 （鑑識の係員） - 新井茂子 （松本久美子） - 佳島由季 （久美子の妹・みどり） - 不忍郷子 （久美子の母・ちわ子） - 内藤勝次郎 （本屋の店主） | - 佐藤晟也 （本屋の店員） - 光岡早苗 （女教師） - 藤江リカ （小野ひろ子） - 岩根正子 （水島初江） - 小林稔侍 （大石勉） - 砂塚秀夫 （木元五郎） - 田村雪枝 （三田冬子） - 小嶋一郎 （青年） - 岡田敏子 （バー「ボン」のホステス） - 小川守 （宮崎勇） - 三宅邦子 （宮崎の母・久子） - 滝川潤 （宮崎の親友・原田） - 加藤嘉 （原田の父） |

## 警視庁物語 自供
1964年公開。
スタッフ
- 脚本：長谷川公之
- 監督：小西通雄
- 企画：斎藤安代、登石雋一
- 撮影：山沢義一
- 美術：田辺達
- 音楽：菊池俊輔
- 録音：大谷政信
- 照明：神谷興一
- 編集：田中修

キャスト
| - 松本克平 （捜査第一課長） - 神田隆 （戸川捜査主任） - 堀雄二 （長田部長刑事） - 花沢徳衛 （林刑事） - 今井健二 （三田村刑事） - 山本麟一 （金子刑事） - 南廣 （北川刑事） - 須藤健 （渡辺刑事） - 片山滉 （法医技師） - 滝沢昭 （刑事A） - 久保一 （刑事B） - 浜田寅彦 （坂井源三郎） - 大東良（運搬屋・中西） | - 楠田薫 （川井里江） - 本間千代子 （里江の娘・久美子） - 藤里まゆみ（里江の友人・山本民代） - 谷本小代子 （川にゴミを捨てる女） - 岡部正純 （運搬屋） - 沢彰謙 （ノミ屋の元締め） - 最上逸馬 （中西の客） - 潮健児 （血液銀行のしばり屋） - 上田忠好 （靴磨き・木下） - 五月藤江 （木下の母） - 打越正八 （巡査） - 石島房太郎 （山本民代の父） - 岡野耕作（病院の事務長） |

## 警視庁物語 行方不明
1964年公開。
スタッフ
- 脚本：長谷川公之
- 監督：小西通雄
- 企画：斎藤安代、登石雋一
- 撮影：山沢義一
- 美術：田辺達
- 音楽：菊池俊輔
- 録音：大谷政信
- 照明：神谷興一
- 編集：田中修

キャスト
| - 松本克平 （捜査第一課長） - 堀雄二 （長田部長刑事） - 神田隆 （戸川捜査主任） - 山本麟一 （金子刑事） - 花沢徳衛 （林刑事） - 須藤健 （渡辺刑事） - 南廣 （北川刑事） - 今井健二 （三田村刑事） - 片山滉 （法医技師） - 田川恒夫 （制服警官） - 加藤嘉 （川原技術部長） - 大村文武 （村中技師） - 山本緑（アパートの管理人） - 安城百合子（アパートの住人） | - 水上竜子 （西田美代） - 河合絃司 （城山職長） - 中野誠也 （小山技師） - 相馬剛三 （守衛） - 岡村文子 （松井技師の母・くめ） - 木村俊恵 （松井技師の妻・志津子） - 小林裕子 （アルサロの女給・すみ子） - 杉義一 （小山一郎） - 戸田春子 （下宿のおかみさん） - 曽根秀介 （都寿司のおやじ） - 伊藤敏孝 （都寿司の小僧） - 佐藤晟也 （タクシーの運転手） - 松岡紀公子（ラッキーケンネルの受付） |

## 連続テレビ映画版 放映リスト
1. 謎の赤電話 （1967年1月8日）
2. 聞き込み （1月15日）
3. 上野発五時三五分 （1月22日）
4. 十九号埋立地 （1月29日）
5. 血液型の秘密 （2月5日）
6. 七人の追跡者 （2月12日）
7. 魔の伝言板 （2月19日）
8. 不在証明 （2月26日）
9. 白昼魔 （3月5日）
10. 一〇八号車 （3月12日）
11. 遺留品なし （3月19日）
12. 自供 （3月26日）
13. 逃亡五分前 （4月2日）
14. 十代の足どり （4月9日）
15. ウラ付け捜査 （4月16日）
16. 魔の最終列車 （4月23日）

| NET系 日曜20:00 - 20:56 枠 | NET系 日曜20:00 - 20:56 枠     | NET系 日曜20:00 - 20:56 枠 |
| 前番組                     | 番組名                         | 次番組                     |
| -------------------------- | ------------------------------ | -------------------------- |
| 凍原                       | 警視庁物語 （1967.1.8 - 4.23） | 刑事さん                   |